# اریک گارسیا (بازیکن فوتبال زاده ۱۹۹۳)
اریک گارسیا (انگلیسی: Eric García؛ زادهٔ ۱۸ ژوئیهٔ ۱۹۹۳) بازیکن فوتبال اهل اسپانیا است.
از باشگاه‌هایی که در آن بازی کرده‌است می‌توان به باشگاه فوتبال میراندس اشاره کرد.